# 范馨
范馨（2世纪—222年），陳留外黃（今河南省商丘市民權縣）人。父范丹。其子范粲為三國曹魏忠臣，官至武威太守。范馨臨終前曾撫摸孫兒范喬的頭，說希望看見范喬成長，所以將自己所用的硯贈予范喬。到范喬五歲，范喬祖母將此事告知，范喬便拿著這硯哭泣。